# Punta de la Laguna
Punta de la Laguna är en ort i Mexiko.   Den ligger i kommunen Navojoa och delstaten Sonora, i den västra delen av landet, 1 400 km nordväst om huvudstaden Mexico City. Punta de la Laguna ligger 31 meter över havet och antalet invånare är 250.
Terrängen runt Punta de la Laguna är platt. Runt Punta de la Laguna är det ganska glesbefolkat, med 36 invånare per kvadratkilometer. Närmaste större samhälle är Navojoa, 10,3 km öster om Punta de la Laguna. Trakten runt Punta de la Laguna består till största delen av jordbruksmark.